# Vadstena hospitalsbana
|  |  |  | Unknown BSicon "uSTR+l" | Unknown BSicon "BUILDINGl" |

|  | Unknown BSicon "uSTRc2" | Unknown BSicon "uSTR3+l" | Unknown BSicon "uABZgr" |  |

|  | Unknown BSicon "uSTR+1" | Unknown BSicon "BUILDINGl" | Urban straight track |  |

|  | Unknown BSicon "uABZg+l" | Urban transverse track | Unknown BSicon "uABZqlr" | Unknown BSicon "uABZq+lr" |

|  | Unknown BSicon "uABZglr" | Unknown BSicon "BUILDING" | Unknown BSicon "BUILDINGr" | Unknown BSicon "uKSTRe" |

|  | Unknown BSicon "uPSL" |  |  | Unknown BSicon "BUILDING" |

|  | Urban straight track |

|  | Unknown BSicon "uPSL" |

|  | Urban straight track |

|  | Urban straight track |

| Urban straight track | Urban straight track |  |  |  |

| Unknown BSicon "uABZgl" | Urban straight with junctions to and from right |  |  |  |

| Urban straight track | Unknown BSicon "BUILDING" |  |  |  |

| Unknown BSicon "uABZgl" | Unknown BSicon "BUILDINGl" |  |  |  |

| Unknown BSicon "uSTRbl" |

|  |  |  | Unknown BSicon "uSTR+l" | Unknown BSicon "BUILDINGl" |

|  | Unknown BSicon "uSTRc2" | Unknown BSicon "uSTR3+l" | Unknown BSicon "uABZgr" |  |

|  | Unknown BSicon "uSTR+1" | Unknown BSicon "BUILDINGl" | Urban straight track |  |

|  | Unknown BSicon "uABZg+l" | Urban transverse track | Unknown BSicon "uABZqlr" | Unknown BSicon "uABZq+lr" |

|  | Unknown BSicon "uABZglr" | Unknown BSicon "BUILDING" | Unknown BSicon "BUILDINGr" | Unknown BSicon "uKSTRe" |

|  | Unknown BSicon "uPSL" |  |  | Unknown BSicon "BUILDING" |

|  | Urban straight track |

|  | Unknown BSicon "uPSL" |

|  | Urban straight track |

|  | Urban straight track |

| Urban straight track | Urban straight track |  |  |  |

| Unknown BSicon "uABZgl" | Urban straight with junctions to and from right |  |  |  |

| Urban straight track | Unknown BSicon "BUILDING" |  |  |  |

| Unknown BSicon "uABZgl" | Unknown BSicon "BUILDINGl" |  |  |  |

| Unknown BSicon "uSTRbl" |

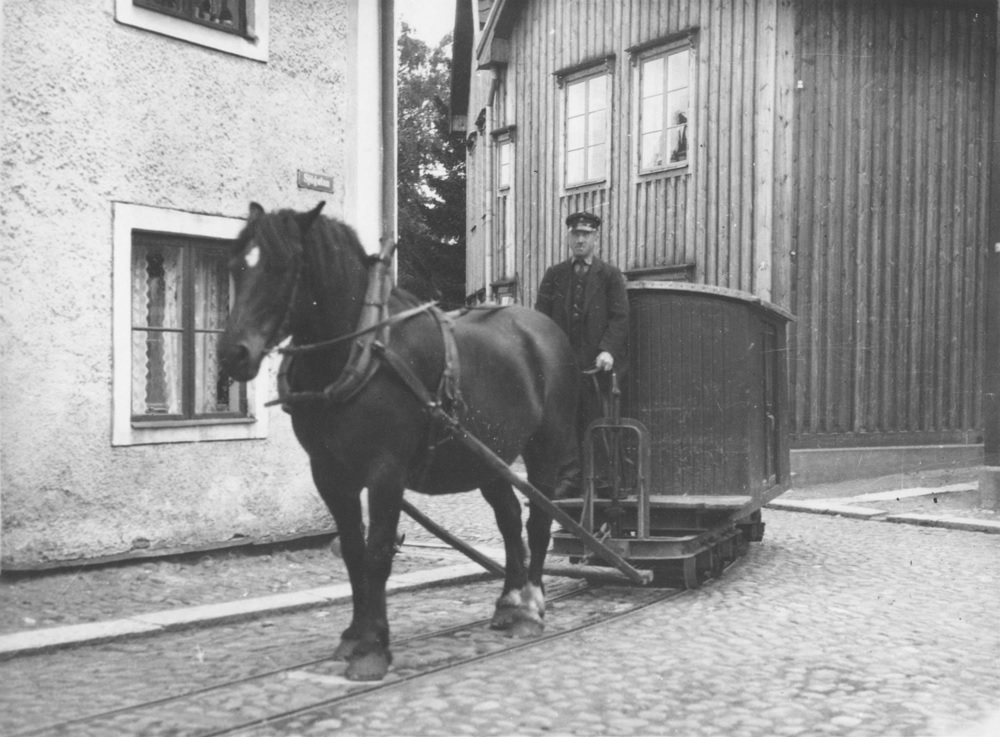
"'Dramaten' körs in på Sjögatan från Myntbacken och Hjertstedtska parken. Foto E. Isaksson sept 1930, då turerna med spårvägen avslutats: sista hästen och sista 'matkusken'."
Bildtext från Bergman (1955).

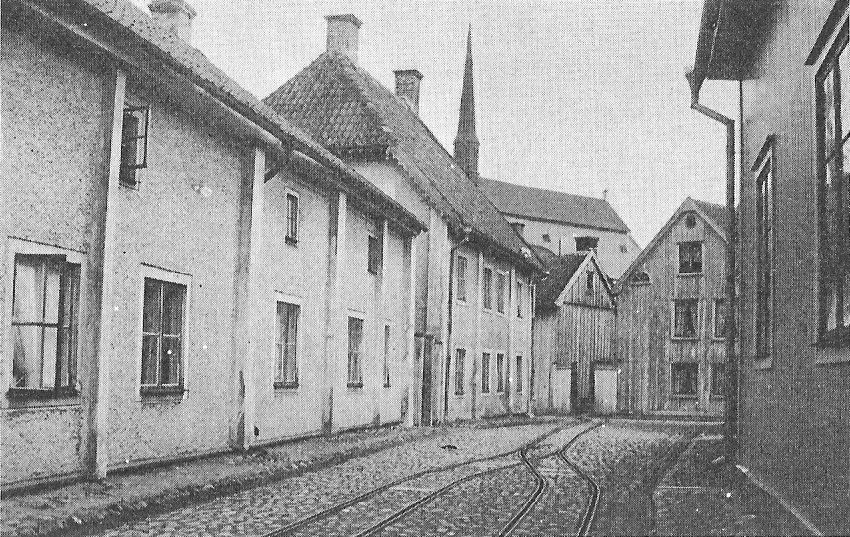
Mötesspåret i Sjögatans nordöstra ände.
"Sjögatan mot öster med t. vänster Odnerska gårdarna, rakt fram Öhrströmsta gården och sjukhusets spårväg med mötesplats. Foto L. Widerström omkr. 1910."
Bildtext från Hollman-Johansson (1959).

Vadstena hospitalsbana var en hästdragen godsspårväg inom Vadstena hospital, främst använd för transporter av mat. Banan gick i gatuspår genom centrala Vadstena. Banan existerade från omkring förra sekelskiftet till 1930. Spårvidden var sannolikt 600 mm.

## Historik
På 1890-talet förvärvade hospitalet den byggnad som ligger på Slottsgatan 10 och kom att kallas Asylen. Byggnaden började byggas 1871 som sockerbruk, men sockerbruket gick i konkurs redan 1879. Byggnaden inrymde sedan både gasverk och tobaksfabrik innan den förvärvades av hospitalet och 1895 öppnades som dess manliga avdelning. Avståndet till den nya avdelningen gjorde att behovet av inre transporter ökade. Samtidigt var stenläggningen i dåtidens gator mindre lämplig för hästtransport av mat.

1873 anlades en hästdragen godsspårväg mellan sockerbruket och Hofs gård, 9 km söderut, för transport av sockerbetor. Trafiken på banan blev dock kortlivad och upphörde troligen i samband med att betodlingen upphörde 1876. Delar av denna bana kan alltså ha funnits kvar när Asylen inrättades och utgjort grunden för hospitalets bana.

## Sträckning
Den manliga avdelningen var som sagt inrättad i Asylen. De kvinnliga avdelningarna var dels inrättade i det före detta Vadstena kloster, i sin tur på 1300-talet inrättat i Bjälboättens palats; dels i anläggningen vid Lastköpingsgatan från mitten av 1800-talet. Centralköket var inrättat i den tornförsedda byggnaden norr om klostret. I Lastköpingsgatans nordvästra ände låg en vedgård. Längs Tycklingestigen låg svinhus och växthus och i "Stora Dårhuset" var det bageri. 
Godsspårvägen förband Asylen med centralköket via Slottsgatan, Sjögatan, Torggatan och Lasarettsgatan. Norr om centralköket grenade banan upp sig i en bana mellan klostret och köket mot Stora Dårhuset, och en bana norr om köket mot vedgården. Vedgården och Stora Dårhuset var i sin tur förbundna med en bana i Lastköpingsgatan, som gick fram till kvinnoavdelningens norra gavel. Bibanor fanns från Lastköpingsgatan till svinhuset och växthuset i Tycklingestigen, från centralköket till en kaj i Vättern, samt från Asylen dels till vallgraven vid slottet och Fågelsta–Vadstena–Ödeshögs Järnvägs dåvarande station, dels söderut längs järnvägen. Mötesspår fanns i Sjögatans nordöstra ände, samt i Lasarettsgatan vid Klostret. Behovet av mötesspår antyder att trafiken varit relativt livlig.
Banan transporterade främst lagad mat från centralköket till avdelningarna, och matavfall till svinhuset, men även andra varor som till exempel ved. Banan kom i folkmun att kallas "Dra-maten". Banan benämns "spårväg" i källorna.